# 한터뮤직어워즈
한터뮤직어워즈(영어: Hanteo Music Awards, 2021년 이전에는 한터 어워즈로 명명)는 한터글로벌이 매년 개최하는 음악 시상식이다. 수상자는 한 해 동안 음악 산업에 큰 영향을 미친 음반, 디지털 음원, 소셜, 미디어, 글로벌 인증, 포털, 팬덤 등 다양한 지표를 기반으로 선정된다.
첫 시상식은 코로나19 팬데믹으로 인한 바이러스 확산 방지 및 팬과 아티스트의 안전을 위해 모든 부문의 시상이 온라인으로 진행되었다. 2022년에는 한터글로벌이 차트 30주년을 기념하여 첫 오프라인 시상식을 개최했다.

## 시상식
| 회차 | 연도 | 시상식 날짜          | 도시          | 장소                 | 진행자                   | Ref.              |
| ---- | ---- | -------------------- | ------------- | -------------------- | ------------------------ | ----------------- |
| 29회 | 2021 | 2021년 12월 20일     | 온라인 시상식 | 온라인 시상식        | 온라인 시상식            | [ 4 ]             |
| 29회 | 2021 | 2021년 12월 27일     | 온라인 시상식 | 온라인 시상식        | 온라인 시상식            | [ 4 ]             |
| 29회 | 2021 | 2022년 1월 3일       | 온라인 시상식 | 온라인 시상식        | 온라인 시상식            | [ 4 ]             |
| 29회 | 2021 | 2022년 1월 7일       | 온라인 시상식 | 온라인 시상식        | 온라인 시상식            | [ 4 ]             |
| 29회 | 2021 | 2022년 1월 10일      | 온라인 시상식 | 온라인 시상식        | 온라인 시상식            | [ 4 ]             |
| 30회 | 2022 | 2023년 2월 10일~11일 | 서울          | 잠실실내체육관       | 유진, 신동엽, 현석, 백승 | [ 1 ] [ 5 ] [ 6 ] |
| 31회 | 2023 | 2024년 2월 17일~18일 | 서울          | 동대문 디자인 플라자 | 최강창민                 | [ 7 ] [ 8 ]       |
| 32회 | 2024 | 2025년 2월 15일~16일 | 서울          | 장충체육관           | 진영과 미연              | [ 9 ]             |

## 평가 기준
아래 표는 점수 구성을 보여준다.
| 부문                   | 한터 글로벌 점수 | 글로벌 투표 점수 | 심사 점수 |
| ---------------------- | ---------------- | ---------------- | --------- |
| 베스트 아티스트 (대상) | 50%              | 20%              | 30%       |
| 베스트 앨범 (대상)     | 50%              | 20%              | 30%       |
| 베스트 송 (대상)       | 50%              | 20%              | 30%       |
| 베스트 퍼포먼스 (대상) | 50%              | 20%              | 30%       |
| 올해의 아티스트 (본상) | 40%              | 30%              | 30%       |
| 글로벌 아티스트상      | 50%              | 50%              | 빈칸      |
| 포스트 제너레이션상    | 40%              | 30%              | 30%       |
| 이머징 아티스트상      | 40%              | 30%              | 30%       |
| 올해의 신인상          | 40%              | 30%              | 30%       |
| 후즈팬덤상             | 빈칸             | 100%             | 빈칸      |
| 특별상                 | 30%              | 40%              | 30%       |
| 트렌드상               | 30%              | 빈칸             | 70%       |

4개 대상 부문의 투표는 별도로 진행되지 않으며, 투표 점수는 '올해의 아티스트상' 투표 결과를 기반으로 반영된다.
아래 표는 점수 구성을 보여준다.
| 총점 | 투표 점수            |
| --- | -------------------- |
| - 35% 실물 앨범 점수 - 10% 디지털 음원 점수 - 5% 소셜 & 포털 점수 - 5% 방송 & 미디어 점수 - 5% 스타 점수 - 5% 글로벌 인증 점수 | 35% 글로벌 투표 점수 |

- 최종 점수 구성: 총점 65% + 글로벌 팬덤 투표 35%
- 총점은 음반, 디지털 음원, 미디어, 글로벌 인증, 포털, 팬덤 지표로 구성된다.
- 특별상 평가 기준: 글로벌 팬 투표 100%
- 초동 기록상 평가 기준: 음반 발매 첫 주 판매량 100%
- 하위 부문: 초동 기록상 TOP 10, 남자 그룹 TOP 3, 여자 그룹 TOP 3, 남자 솔로 TOP 3, 여자 솔로 TOP 3, 남자 신인상, 여자 신인상

## 시상 부문
- 베스트 아티스트 (대상)는 음악 산업에 가장 큰 영향을 미친 아티스트에게 수여된다.
- 베스트 앨범 (대상)은 음악 산업에 가장 큰 영향을 미친 앨범에게 수여된다.
- 베스트 송 (대상)은 음악 산업에 가장 큰 영향을 미친 노래에게 수여된다.
- 베스트 퍼포먼스 (대상)는 음악 산업에 큰 영향을 미친 퍼포먼스를 선보인 아티스트에게 수여된다.
- 올해의 아티스트 (본상)는 음반, 디지털 음원, 소셜, 미디어, 글로벌, 포털, 팬덤 등 다양한 지표에서 좋은 성과를 거두고 글로벌 팬덤에게도 선정된 올해의 대표 아티스트에게 수여된다.[10]
- 글로벌 아티스트상은 해외에서 뛰어난 활동으로 한국뿐 아니라 전 세계 팬들에게 사랑받는 아티스트에게 수여된다. 종합적인 글로벌 지표를 통해 아시아, 유럽, 아프리카, 오세아니아, 북미, 남미 등 각 대륙별로 시상이 이루어진다.[10]
- 포스트 제너레이션상은 올해 다양한 분야에서 이룬 성과와 성장을 바탕으로 앞으로 활발한 활동이 기대되는 아티스트이자 K팝 차세대 리더들에게 수여된다.[10]
- 이머징 아티스트상은 올해 다양한 분야에서 이룬 성과를 고려하여 잠재력을 가진 아티스트에게 수여된다. 성장하여 밝은 미래를 만들어갈 아티스트에게 응원을 보낸다.[10]
- 올해의 신인상은 데뷔하여 앞으로 활발한 활동이 기대되는 신인 아티스트에게 수여된다.[10]
- 특별상은 음반, 디지털 음원, 소셜 미디어 등을 통해 특별한 장르와 분야에서 활동하는 여러 아티스트에게 수여되는 상이다.[12][10]
- 트렌드상은 올해 K팝 트렌드를 이끌고, 음악이나 홍보를 통해 새로운 전환점을 제시하며, 앞으로 주목할 가치가 있는 아티스트에게 수여된다.[10]
- 후즈팬덤상은 100% 팬 투표를 기반으로 아티스트와 팬덤 모두에게 수여되는 상이다.[13][14]

- 초동 기록상은 해당 연도에 발매된 음반의 첫 주 판매량에서 TOP 10을 기록한 아티스트에게 수여된다.[15] 한국 및 해외의 1,200개 이상의 K-팝 음반 판매점에서 자동으로 집계된 음반 판매량 데이터를 기반으로 수여된다.[2]
- 아티스트상은 해당 연도에 음악 산업에 큰 영향을 미친 아티스트에게 수여되는 상이다.
- 신인상은 해당 연도에 음악 산업에서 가장 많은 성과를 낸 신인 아티스트(데뷔일부터 데뷔 2년차까지)를 기리기 위해 수여된다.[16]

## 초동 기록상
| 연도 | 수상자     | 수상자 | 수상자    | 수상자  | 수상자 | 수상자 | 수상자  | 수상자 | 수상자   | 수상자     | Ref.   |
| ---- | ---------- | ------ | --------- | ------- | ------ | ------ | ------- | ------ | -------- | ---------- | ------ |
| 2021 | 방탄소년단 | 세븐틴 | NCT DREAM | NCT 127 | EXO    | 백현   | ENHYPEN | 리사   | 에이티즈 | Stray Kids | [ 17 ] |

## 아티스트상

### 솔로
| 연도 | 수상자    | 수상자    | 수상자    | 수상자    | 수상자    | 수상자    | Ref.          |
| 연도 | 남자 솔로 | 남자 솔로 | 남자 솔로 | 여자 솔로 | 여자 솔로 | 여자 솔로 | Ref.          |
| ---- | --------- | --------- | --------- | --------- | --------- | --------- | ------------- |
| 2021 | 백현      | 도경수    | 원호      | 리사      | 로제      | 아이유    | [ 18 ] [ 19 ] |

### 그룹
| 연도 | 수상자     | 수상자     | 수상자    | 수상자    | 수상자    | 수상자    | Ref.   |
| 연도 | 남자 그룹  | 남자 그룹  | 남자 그룹 | 여자 그룹 | 여자 그룹 | 여자 그룹 | Ref.   |
| ---- | ---------- | ---------- | --------- | --------- | --------- | --------- | ------ |
| 2021 | 방탄소년단 | Stray Kids | NCT DREAM | 트와이스  | ITZY      | Aespa     | [ 19 ] |

## 신인상
| 연도 | 수상자    | 수상자    | Ref.          |
| 연도 | 남자 그룹 | 여자 그룹 | Ref.          |
| ---- | --------- | --------- | ------------- |
| 2021 | EPEX      | IVE       | [ 20 ] [ 21 ] |

## 후즈팬덤상
| 연도 | 수상자     | 수상자         | Ref.   |
| 연도 | 그룹       | 팬덤           | Ref.   |
| ---- | ---------- | -------------- | ------ |
| 2021 | 방탄소년단 | Army           | [ 19 ] |
| 2021 | 트레저     | Treasure Maker | [ 19 ] |
| 2021 | 세븐틴     | Carat          | [ 19 ] |

## 특별상

### 트로트
| 연도 | 수상자 | Ref.   |
| ---- | ------ | ------ |
| 2021 | 임영웅 | [ 22 ] |

### OST
| 연도 | 수상자 | Ref.   |
| ---- | ------ | ------ |
| 2021 | 이무진 | [ 22 ] |

## 폐지된 시상 부문
앨범상
| 연도 | 수상자     | 앨범                 | Ref.   |
| ---- | ---------- | -------------------- | ------ |
| 2009 | 지드래곤   | Heartbreaker         | [ 23 ] |
| 2010 | 슈퍼주니어 | 미인아               | [ 24 ] |
| 2011 | 슈퍼주니어 | Mr. Simple           | [ 25 ] |
| 2012 | 슈퍼주니어 | Sexy, Free & Single  | [ 26 ] |
| 2013 | EXO        | XOXO                 | [ 27 ] |
| 2014 | EXO        | Overdose             | [ 28 ] |
| 2015 | EXO        | Exodus               | [ 29 ] |
| 2016 | 방탄소년단 | Wings                | [ 30 ] |
| 2017 | 방탄소년단 | You Never Walk Alone | [ 31 ] |

| 연도 | 수상자                                                       | 앨범                               | Ref.   |
| ---- | ------------------------------------------------------------ | ---------------------------------- | ------ |
| 2009 | 별반치                                                       | 별 다모아                          | [ 32 ] |
| 2010 | 심수봉                                                       | 아름다운 사랑 (심수봉 30주년 기념) | [ 33 ] |
| 2011 | 신유                                                         | 신유의 명품 트로트                 | [ 34 ] |
| 2012 | 슈퍼주니어-T                                                 | 로꾸거                             | [ 35 ] |
| 2013 | 심수봉                                                       | Best of Best                       | [ 36 ] |
| 2014 | 슈퍼스타 가요 파티                                           | 슈퍼스타 가요 파티                 | [ 37 ] |
| 2015 | 홍진영                                                       | 인생노트                           | [ 38 ] |
| 2016 | 조항조, 홍진영, 신유, 조장민, 추가열, 유지나, 진미령, 금잔디 | 좋은 노래 40 + 2                   | [ 39 ] |
| 2017 | 장윤정                                                       | 장윤정 베스트 Vol. 2               | [ 40 ] |

가수 상 (앨범 기반)
| 연도 | 수상자     | Ref.   |
| ---- | ---------- | ------ |
| 2011 | 슈퍼주니어 | [ 41 ] |